# Mártires del 28
Mártires del 28 är en ort i Mexiko.   Den ligger i kommunen Cuquío och delstaten Jalisco, i den centrala delen av landet, 400 km väster om huvudstaden Mexico City. Mártires del 28 ligger 1 776 meter över havet och antalet invånare är 346.
Terrängen runt Mártires del 28 är kuperad åt sydost, men åt nordväst är den platt. Runt Mártires del 28 är det ganska tätbefolkat, med 86 invånare per kvadratkilometer. Närmaste större samhälle är San Gabriel, 8,9 km norr om Mártires del 28. I omgivningarna runt Mártires del 28 växer huvudsakligen savannskog.